# Jhenaidah (zila)
Jhenaidah is een district (zila) van Bangladesh. Het district telt ongeveer 1,7 miljoen inwoners en heeft een oppervlakte van 1950 km². De hoofdstad is de stad Jhenaidah.

## Bestuurlijk
Jhenaidah is onderverdeeld in 6 upazila (subdistricten), 67 unions, 1152 dorpen en 5 gemeenten.
Subdistricten: Jhenaidaha Sadar, Shailkupa, Kaliganj, Harinakundu, Kotchandpur en Maheshpur